# Aurangabad (dystrykt, Maharasztra)
Aurangabad (dystrykt) (marathi औरंगाबाद जिल्हा, ang. Aurangabad district) – jeden z trzydziestu pięciu dystryktów indyjskiego stanu Maharasztra, o powierzchni 10 107 km².

## Położenie
Położony jest w środkowej części tego stanu. Na zachodzie graniczy z dystryktem Nashik, na północy z dystryktami Dźalganw i Buldana. Od wschodu sąsiaduje z dystryktem Jalna, na południu granica z dystryktem Ahmednagar i Beed przebiega na rzece Godawari.
Stolicą dystryktu jest miasto Aurangabad.

## Rzeki
Rzeki przepływające przez obszar dystryktu:
- Dudhna
- Giria
- Godawari
- Kelna
- Kham
- Purna
- Shivna
- Waghur
- Yelganga